# صالح بشير (لاعب كرة قدم إماراتي)
صالح عبد الله بشير آل علي (مواليد 23 يوليو 1980 في الإمارات العربية المتحدة) لاعب كرة قدم إماراتي معتزل يجيد اللعب في خط الدفاع لعب سابقاً في نادي عجمان ونادي الظفرة ونادي الجزيرة ونادي الشارقة.